# Hans-Adolf von Moltke
Hans-Adolf Helmuth Erdmann Ludwig Waldemar von Moltke (Oppeln, 29 de noviembre de 1884-Madrid, 22 de marzo de 1943) fue un diplomático alemán.

## Biografía
Hijo de Friedrich Ludwig von Moltke —ministro del interior de Prusia—, ingresó en el servicio diplomático alemán en 1913. Miembro de la Comisión mixta sobre la Alta Silesia entre 1922 y 1924, con posterioridad estuvo destinado como diplomático en Turquía. Entre 1931 y 1939 ejerció como embajador del Reich en Polonia; durante su periodo como embajador se firmó el Pacto de no agresión germano-polaco, en 1934. Ingresó en el Partido Nazi en 1937.
A finales de 1942 fue nombrado embajador en España en sustitución de Eberhard von Stohrer, al ser considerado von Moltke un nazi de mayor fiabilidad. Llegó a Madrid el 11 de enero de 1943. Suscribió un pacto secreto con el ministro de asuntos exteriores español, Francisco Gómez-Jordana, por el cual España se comprometía a luchar contra los Aliados en caso de que estos atacasen cualquier territorio español, mientras que la Alemania nazi se comprometía a ayudar al régimen franquista con la entrega de material militar. Ocupó el cargo por poco tiempo, ya que falleció el 22 de marzo de 1943 debido a una apendicitis. Fue sustituido por Hans-Heinrich Dieckhoff.